# Valery Kazakouski
Valery Kazakouski (geboren 14 juli 2000) is een schaker uit Wit-Rusland en (sinds augustus 2019) Litouwen. Sinds 2022 is hij een grootmeester (GM).

## Schaakcarrière
Valery Kazakouski behoorde tot de top van de jonge schakers in Wit-Rusland. Sinds 2019 komt hij uit voor Litouwen. Hij werd in 2020 en in 2022 tweede op het schaakkampioenschap van Litouwen. In augustus 2023 stond hij bovenaan de ratinglijst van Litouwse schakers.
Valery Kazakouski won internationale schaaktoernooien in Sint-Petersburg (2019) en in Panevėžys (2021).
In 2023 werd hij in Kaunas derde op het schaakkampioenschap van Litouwen.
Valery Kazakouski speelde met het nationale team van Litouwen op de Schaakolympiade:
- in 2022, spelend aan het reservebord op de 44e Schaakolympiade in Chennai (+6 =1 –2)[7]

Valery Kazakouski speelde met het nationale team van Litouwen op het Europees schaakkampioenschap voor landenteams:
- in 2021, spelend aan het tweede bord op het 23e EK landenteams in Čatež ob Savi (+5 =2 –0)[8]

In 2015 behaalde Valery Kazakouski de titel Internationaal Meester (IM), zeven jaar later werd hij grootmeester (GM).
Per augustus 2023 was zijn Elo-rating 2558.

## Externe koppelingen
- (en)   Informatie over schaakpartijen van Valery Kazakouski op ChessGames.com
- (en)   Informatie over schaakpartijen van Valery Kazakouski op 365chess.com
- (en)  FIDE-ratinggegevens voor Valery Kazakouski